# تانيا فيدال
تانيا فيدال (بالإنجليزية: Tanya Vidal)‏ هي مخرجة وممثلة أمريكية، ولدت في 1965.

## وصلات خارجية
- تانيا فيدال على موقع IMDb (الإنجليزية)